# Шугалей, Максим Анатольевич
Макси́м Анато́льевич Шугале́й (род. 24 февраля 1966, Ленинград) — российский политик, социолог, автор социологических исследований, политический консультант, юрист, общественный деятель. С 2021 года занимает пост президента Фонда защиты национальных ценностей.
С 25 февраля 2023 года из-за связей с Евгением Пригожиным и группой Вагнер находится под санкциями всех стран Евросоюза за дезинформацию и пропаганду группы Вагнер.

## Биография
Родился 24 февраля 1966 года в Ленинграде. Окончил 184 школу. Учился в Санкт-Петербургском государственном университете.
Женат, имеет двоих детей.

## Профессиональная деятельность
Работал юристом и консультантом, а также участвовал в политических и бизнес-проектах в разных городах России и за её пределами.
С 1986 года представлял интересы депутатов, избиравшихся в Законодательное собрание Санкт-Петербурга. В 2016 году работал руководителем одного из направлений избирательной кампании партии «Единая Россия» в Архангельске.
В начале 2019 года был приглашён президентом «Фонда защиты национальных ценностей» Александром Малькевичем возглавить исследовательскую группу для проведения социологического исследования в Ливии. В рамках проекта планировалось анкетирование 1600 респондентов, 40 глубинных интервью с гражданами Ливии из разных социальных слоев и 16 фокус-групп.
В 2020 году было объявлено о том, что Шугалей возглавит список партии «Родина» на выборах в Госсовет Республики Коми. После возвращения из плена Максим Шугалей передал свой депутатский мандат руководителю ОНФ в Коми Елене Ивановой. Повёл «Родину» на выборы в парламент Санкт-Петербурга в 2021 г.

## Заключение в тюрьму в Ливии
Исследовательская группа отправилась в Ливию 14 марта 2019 года после проведения необходимой подготовки, получения одобрения от правительства национального согласия (ПНС) Ливии. В это время в Ливии шла гражданская война, которая фактически поделила страну на две части, Россия же активно поддерживала одну из сторон, в том числе через прокси ЧВК «Вагнер» и путём поставки оружия. На фоне этого в мае 2019 года Максим Шугалей со своим коллегой переводчиком Самером Хасаном Али Суэйфаном под подозрением во вмешательстве в парламентские и президентские выборы в Ливии попали в плен вооружённой группировки RADA в тюрьму «Митига» в Триполи. Данная тюрьма не раз становилась предметом докладов ООН как место, где нарушаются права человека, практикуются пытки над заключенными, которые содержатся в нечеловеческих условиях. Вслед за ними были также похищены ещё несколько граждан: риелтор, который помогал им находить жилье; Мухаммед Треки — сын представителя Ливии в ООН при Каддафи, общественный деятель, который пытался помочь им найти адвоката и связаться с российской стороной; Абдульмаджид Эсхуль — общественный деятель, помогавший им в проведении социологического исследования. Их судьба неизвестна.
История получила широкий общественный резонанс. К решению задач по освобождению россиян подключилось Министерство иностранных дел Российской Федерации. Однако вступить в прямой контакт с россиянами было затруднительно, поскольку персонал российского посольства в Ливии летом 2014 года был эвакуирован из Триполи в Тунис. По инициативе и при поддержке Фонда защиты национальных ценностей был снят художественный фильм «Шугалей», премьера которого состоялась 1 мая 2020 года на телеканале НТВ. 30 марта 2020 года Шугалеем была предпринята попытка сбежать из тюрьмы «Митига».
10 декабря 2020 года Максима Шугалея и Самера Хасана Али Суэйфана освободили.

## Заключение в тюрьму в Чаде
В сентябре 2024 года Максим Шугалей, а также еще двое россиян и белорус, были задержаны в Чаде. В ноябре 2024 года Максим Шугалей был освобожден и вернулся в Москву.

## Общественная и благотворительная деятельность
С 2007 года является руководителем Общественного благотворительного фонда инвалидов «Матисов остров».
В 2016 году М. Шугалей провёл исследование общественного мнения и выяснил отношение жителей Архангельской области и Республики Коми к экологическим проблемам в регионах.
В 2020 году на деньги, вырученные от проката фильма «Шугалей», супруга Шугалея Наталья передала женщинам и детям Ливии 40 аппаратов искусственной вентиляции лёгких, которые были доставлены в Бенгази вместе с другим гуманитарным грузом. 6 сентября 2020 года вышел фильм «Шугалей-2», а 2 сентября 2021 года «Шугалей-3. Возвращение».
В июне 2021 года в качестве главы «Фонда защиты национальных ценностей» потребовал признать издание «Медиазона» «иностранным агентом».

## Фильмы
- «Шугалей»
- «Шугалей 2»,
- «Шугалей 3».

## Научные и публицистические работы
В 2020 году выпущена коллективная работа, основанная на материалах, полученных Максимом Шугалеем и его коллегами в Ливии, — Шугалей М. А., Бурикова И. С., Суханов О. В., Юрьев А. И. Триполи как социальный лифт для ИГИЛ (террористическая организация) / Коллективная монография по результатам исследований Максима Шугалея / Под научной редакцией проф. А. И. Юрьева. — СПб, 2020. — 115 с. Монография подготовлена группой ученых, социологов и политических психологов, которые обобщили материалы исследований. Материалы книги позволяют полагать, что терроризм в Триполи поднялся «с самого дна» и представляет угрозу не только для Ливии.

## Санкции
25 февраля 2023 года, на фоне вторжения России на Украину, включен в санкционный список Евросоюза за связь с Евгением Пригожиным и группой Вагнера за оказание содействия и поддержки действиям Группы Вагнера посредством пропаганды и дезинформации:

Максим Шугалей является главой Фонда защиты национальных ценностей (ФЗНЦ) и работает непосредственно под руководством Евгения Пригожина, который является главой Группы Вагнер. ФЗНЦ выступает как подразделение по связям с общественностью Группы Вагнера, и роль Шугали в ФЗНЦ заключается в руководстве пропагандистскими кампаниями группы Вагнера и дезинформацией, в том числе для повышения репутации группы Вагнера и поддержки её развертывания.— «Официальный журнал Европейского союза», Брюссель, 25 февраля 2023 года.
26 февраля 2023 года был внесён в санкционный список Украины так как «Шугалей связан с группой Вагнера и несет ответственность за поддержку и поощрение действий группы Вагнера посредством пропаганды и дезинформации в поддержку группы Вагнера». 13 июня 2024 года включён в санкционный список Канады против лиц вовлечённых в операции по дезинформации и пропаганде.